# Halon
Halón sodi v družino halogeniziranih ogljikovodikov (CFC). Ker po gašenju ne puščajo ostankov, so se precej uporabljali za gašenje posebnih naprav, kot so računalniki, telefonske centrale in v letalstvu.
Ker so haloni podobno, kot ostali CFC-ji močno škodljivi za ozonski plašč, so danes prepovedani tudi v Sloveniji za civilno uporabo z dovoljenimi izjemami in se danes večinoma nadomeščajo z inertnimi plini, kot na primer dušik in argon. Z haloni gasimo požare razreda A: les, papir, blago, smeti, plastika (trdne snovi, ki niso kovine), razreda B: Vnetljive tekočine – bencin, olje, mast, aceton (vključuje vnetljive pline) in razreda C: Električni požari, požari električne opreme pod napetostjo (vse, kar je priključeno).
V letalstvu so Haloni nepogrešljivi, saj so še vedno dovoljeni in so edini, ki ohranijo pilote in posadko ter potnike pri življenju v primeru požara, saj je volumen gasilnih naprav zelo omejen v letalu in ostala sredstva nebi bila učinkovita za pogasitev gorečih motorjev, gorečih inštalacij za gorivo, gorečih olj in masti, električne opreme ipd.
Halon se lahko nanaša na :
- Haloalkan ali halogenoalkan skupine kemičnih spojin sestavljenih iz alkanov in k njim vezani halogeni. Še posebej brom.
- Halometan za gašenje
- Različne spojine, ki so bile uporabljene v kmetijstvu, za suho čiščenje, gašenje in druge aplikacije.
  - Halon 10.001 (jodometan)
  - Halon 1001 (bromometan)
  - Halon 1011 (bromoklorometan, CH2BrCl)
  - Halon 104 (ogljikov tetraklorid)
  - Halon 1103 (tribromofluorometan)
  - Halon 112 (diklorofluorometan)
  - Halon 1201 (bromodifluorometan)
  - Halon 1202 (dibromodifluorometan)
  - Halon 1211 (bromoklorodifluorometan, CF2ClBr)
  - Halon 122 (diklordifluormetan)
  - Halon 1301 (bromotrifluorometan, CBrF3)
  - Halon 14 (tetrafluorometan)
  - Halon 242 (1,2-diklorotetrafluoroetan)
  - Halon 2402 (dibromotetrafluoroetan) - uporablja se kot gasilno sredstvo
  - Halon 2600 (heksafluoroetan)